# Rijnbrug Rees-Kalkar
De Rijnbrug Rees-Kalkar is een brug over de Rijn in Duitsland gelegen op Rkm 838,65. De brug is tussen 1965 en 1967 gebouwd naar een ontwerp van Hellmut Homberg en maakt deel uit van de Bundesstraße 67 tussen Rees en Niedermörmter in de gemeente Kalkar. De totale lengte van de brug is 982 meter; de grootste overspanning 255 meter.

## Afbeeldingen

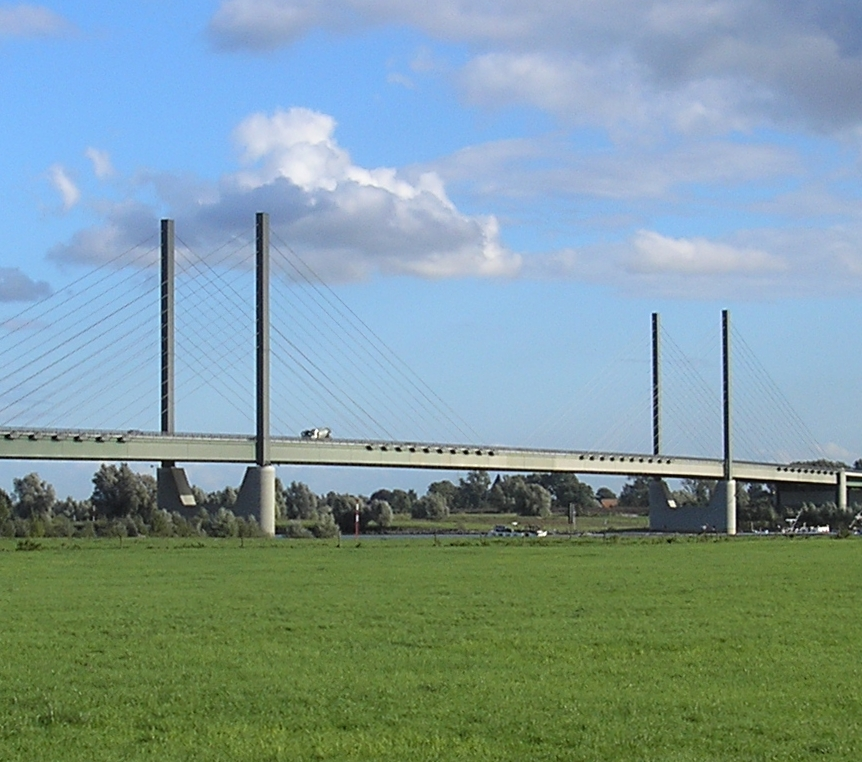
Rijnbrug Rees-Kalkar
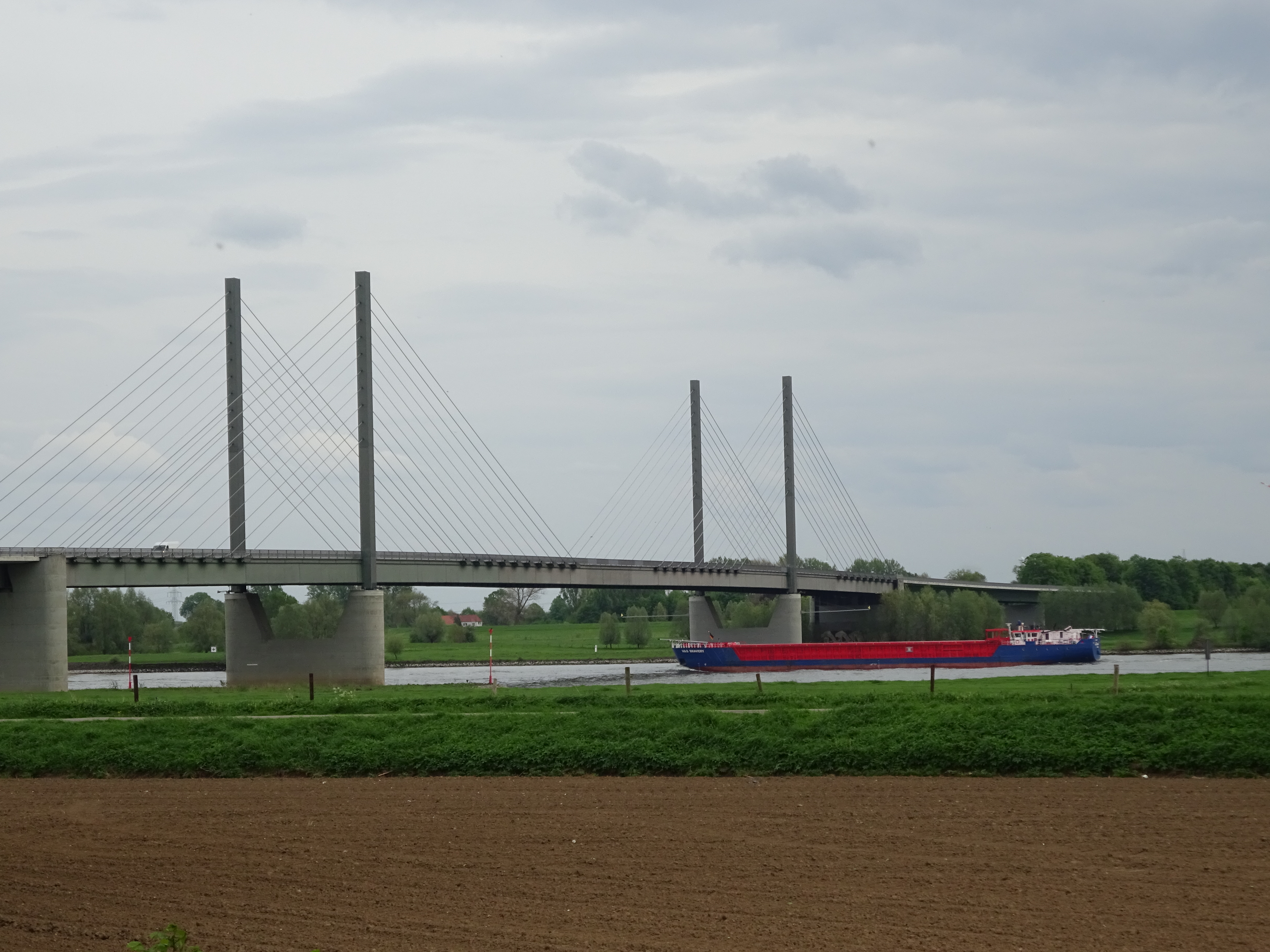
gezien vanuit Reeserward
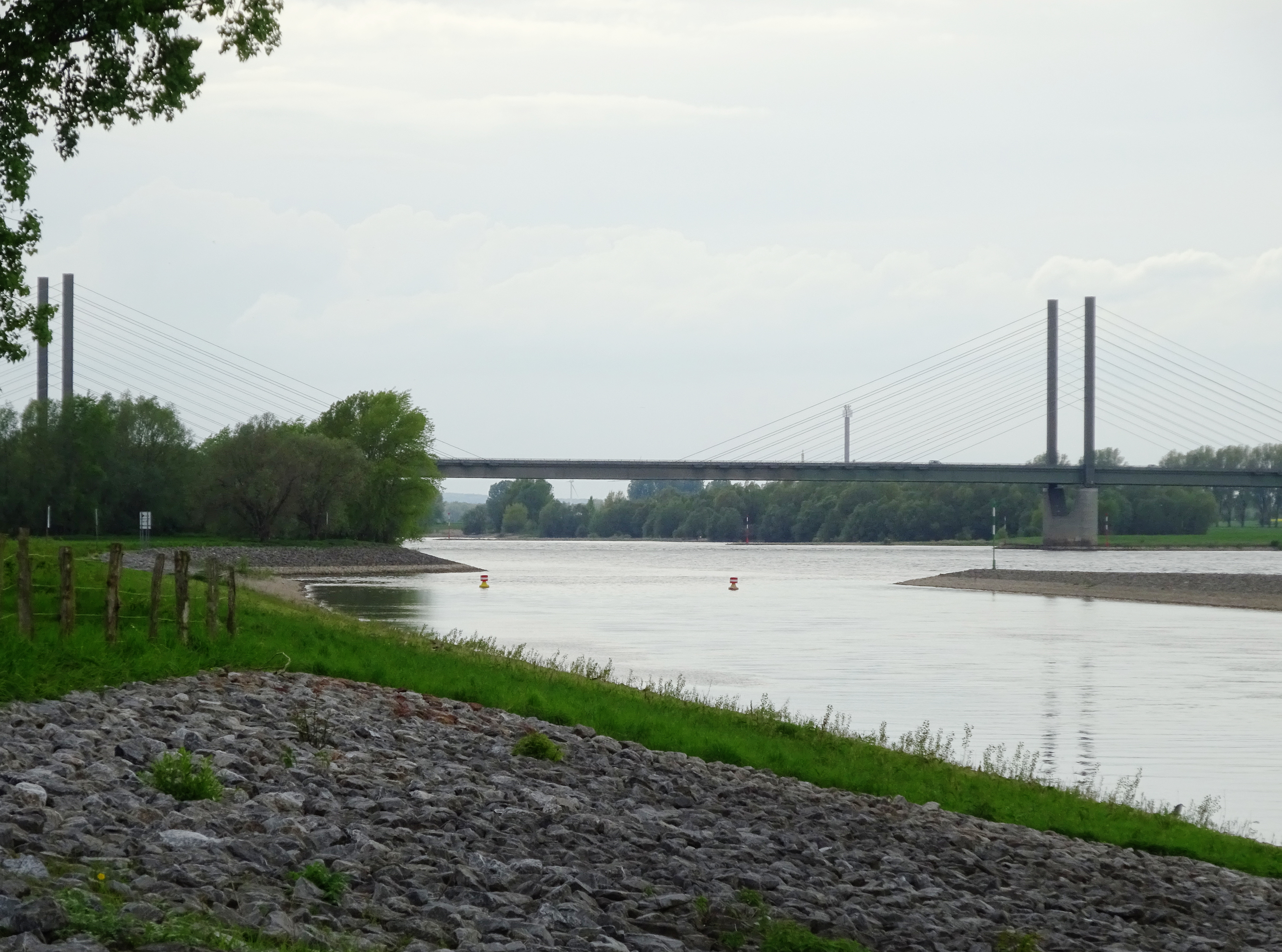
vanuit Reeserschanz (Kalkar)
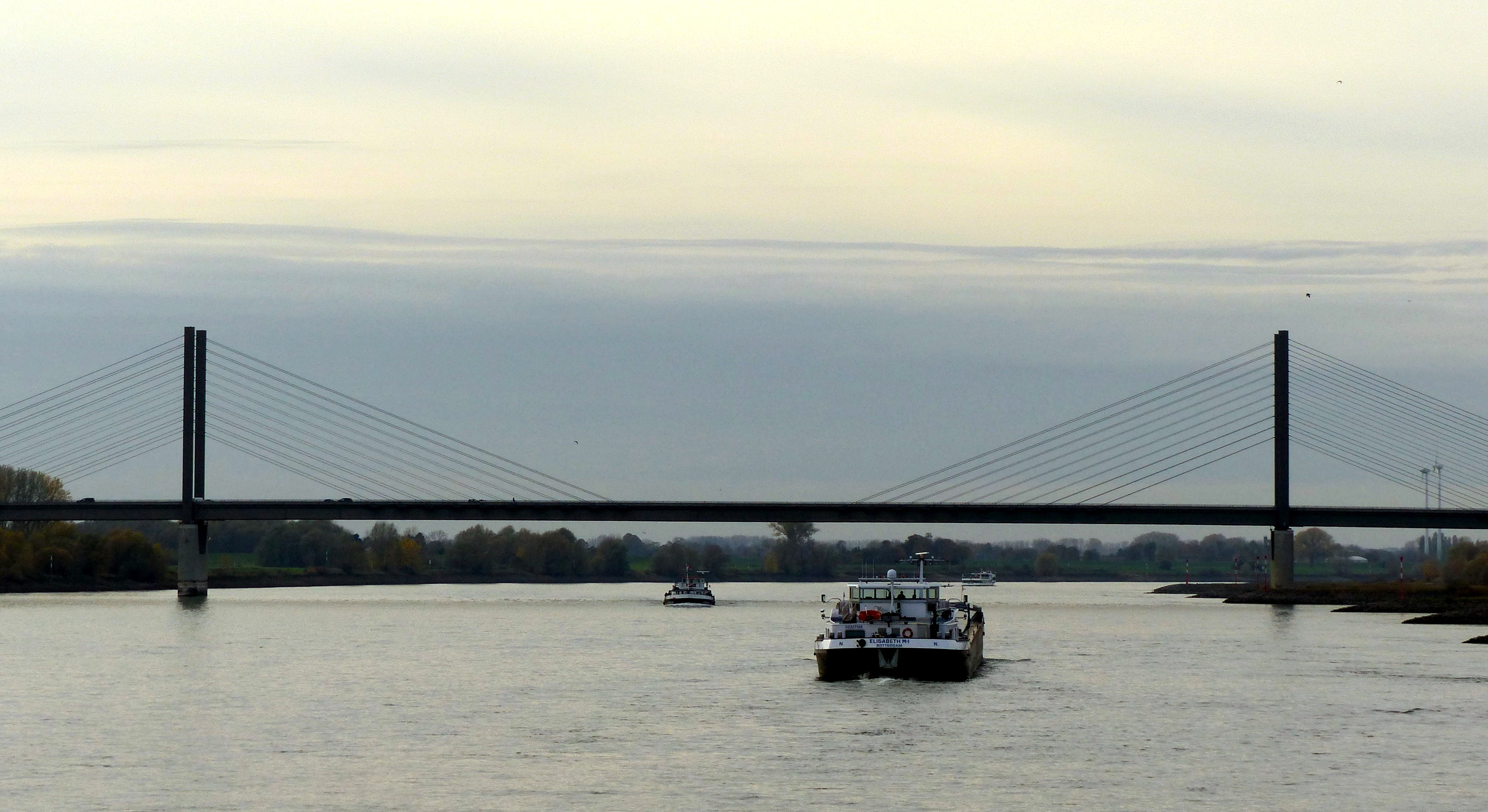
vanaf de Rijn
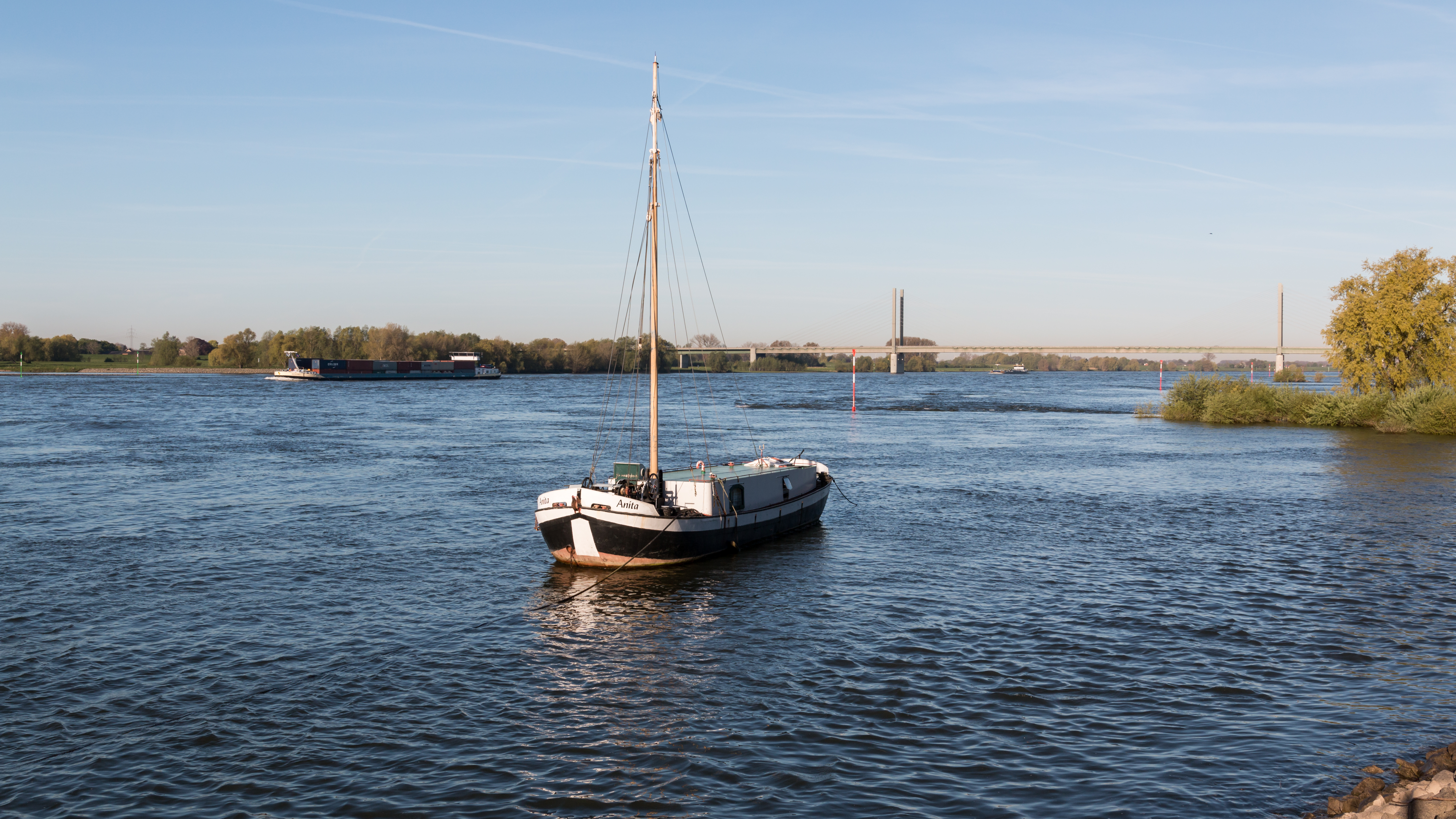
vanuit de stad Rees
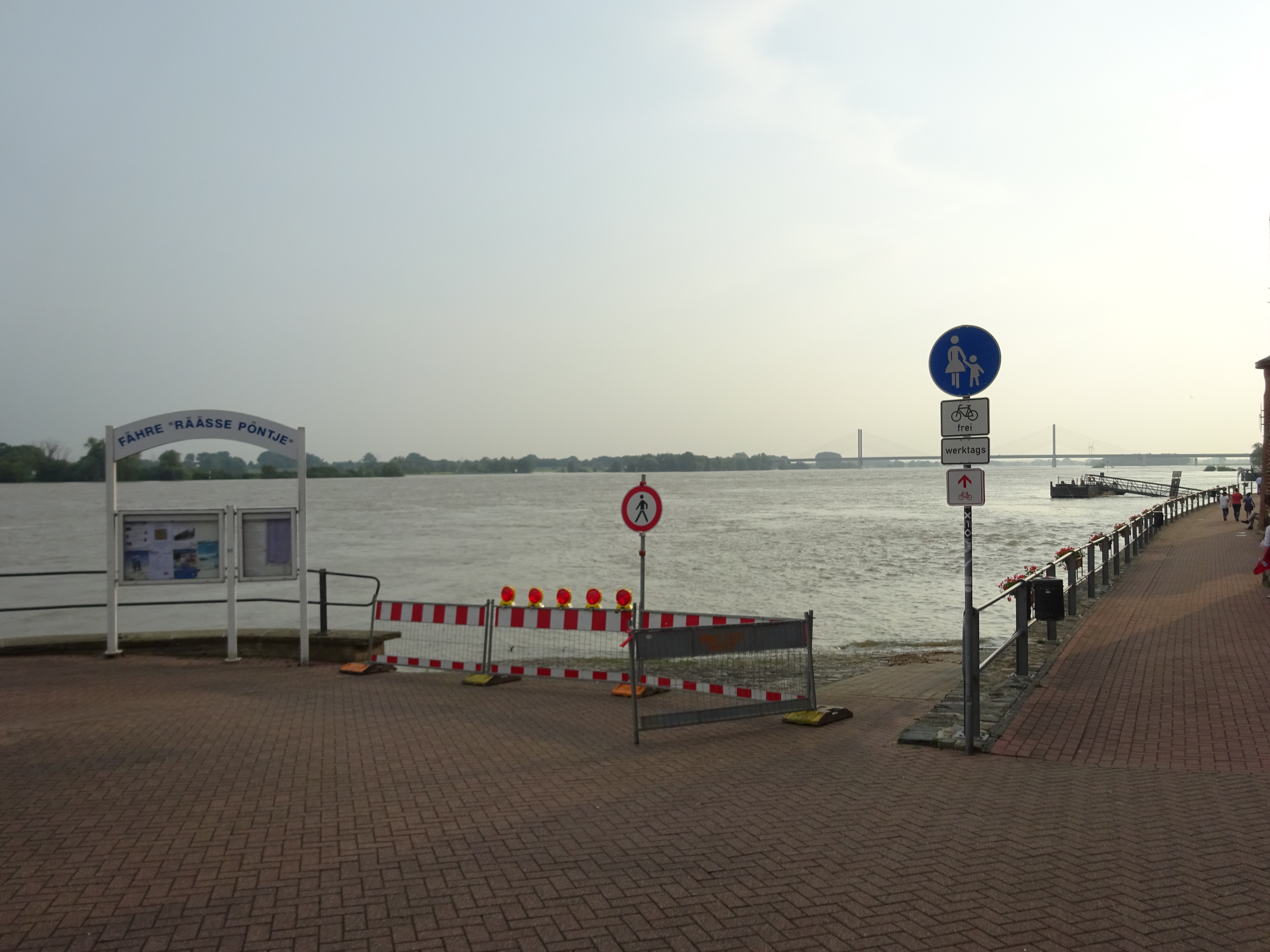
bij hoogwater